# Philentoma velata
Philentoma velata là một loài chim trong họ Prionopidae.